# Kuhn Nunatak
Kuhn Nunatak är en nunatak i Antarktis. Den ligger i Västantarktis. Argentina, Chile och Storbritannien gör anspråk på området. Toppen på Kuhn Nunatak är 604 meter över havet.
Terrängen runt Kuhn Nunatak är huvudsakligen platt, men västerut är den kuperad. Trakten är obefolkad. Det finns inga samhällen i närheten.